# سومبور
سومبور (به صربی: Сомбор) شهری در استان خودمختار وویوودینا کشور صربستان است که جمعیت آن در سال ۲۰۰۶ میلادی ۴۸٫۵۲۶ نفر بوده‌است.

## جستارهای وابسته

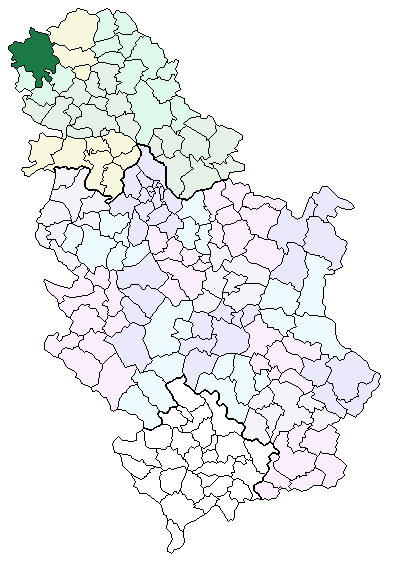